# Comté de Highland (Ohio)
Pour les articles homonymes, voir Highland.
Le comté de Highland  est situé dans l’État de Ohio, aux États-Unis. Il comptait 40 875 habitants en 2000. Son siège est Hillsboro.